# Die vom Niederrhein (1925)
Die vom Niederrhein ist ein zweiteiliger deutscher Stummfilm aus dem Jahre 1925 von Rudolf Walther-Fein in Gestalt eines Familienporträts. Die Hauptrollen spielen Albert Steinrück, Erna Morena, Ernst Hofmann, Uschi Elleot und Mady Christians. Die Geschichte basiert auf dem gleichnamigen Roman (1903) von Rudolf Herzog, dem auch die künstlerische Beratung oblag.

## Handlung
Die Geschichte spielt, wie der Titel schon sagt, am Niederrhein aber auch in Heidelberger Studentenkreisen. Philipp Steinherr, ein soignierter und angesehener Mann in seiner Region, hat es mit seiner Fabrik zu einigem Wohlstand gebracht. Deshalb schmeckt es dem gediegenen Honoratior überhaupt nicht, dass sein Sohn Hans, der soeben sein Abitur bestanden hat, ganz aus der Art geschlagen zu sein scheint. Jedenfalls denkt dieser nicht daran, in die Fußstapfen des Vaters treten zu wollen und sehr praktische Lebensziele zu verfolgen. Nein, Sohn Hans scheint eher auf Wolke Nr. 7 zu schweben, denn er will ausgerechnet Dichter werden! Anders als seiner Frau, der gütigen und deutlich jüngeren Margot Steinherr, missfällt dem herrischen Alten Hans‘ Partnerwahl, denn dessen Liebste stammt aus ganz einfachen Verhältnissen. Das junge Mädchen heißt Hanne Stahl, arbeitet als Modell eines aufstrebenden Malers und ist obendrein die Enkelin einer Wäscherin. Um dem Filius die Flausen auszutreiben, schickt Fabrikant Steinherr Hans nach Heidelberg, wo der Junge Jura studieren und als Jungstudent überdies zum „ganzen Mann“ reifen soll.
Und tatsächlich beginnt Hans in der altehrwürdigen Universitätsstadt Hanne allmählich aus dem Kopf zu schlagen. Korpsgeist und studentische Regularien, der Comment, nehmen ihn derart in Beschlag, dass Hanne bald vergessen ist, zumal Hans in der adeligen Bettina von Wittelsbach eine junge Dame kennen lernt, die sehr viel eher nach dem Geschmack seines auf eine standesgemäße Verbindung Wert legenden Vaters ist. Die Gräfin ist prätentiös und kapriziös und scheint mit ihm zu spielen. Zwischenzeitlich stirbt daheim der alte Steinherr. Die fallengelassene Hanne reist an der Seite ihres Malerfreundes Heinz von Springe nach Heidelberg, um bei Hans nach dem Rechten zu sehen. Doch der beginnt sich längst ihrer armseligen Herkunft zu schämen und weist sie von sich. Enttäuscht kehren Heinz und Hanne zurück an den Niederrhein.
Während Hans Steinherr sich dem Studentenleben in Heidelberg und Bettina hingibt, versuchen Witwe Margot und Maler Heinz Hanne über ihren Kummer hinwegzuhelfen und fördern Hannes Gesangstalente. Bald macht sich Hanne einen Namen als Sängerin. Hans hingegen verstrickt sich immer mehr in die ungesunden Beziehung zu der adeligen Bettina, die längst ihre eigenen Wege gegangen ist und einem Fürsten, der um ihre Hand angehalten hat, da Jawort geben will. Zutiefst erschüttert, will sich Hans daraufhin das Leben nehmen. Heinz versucht Hans davon zu überzeugen, mit ihm nach Hause, an den Niederrhein zu kommen, doch Bettina wiederum mag auch Hans als jungen Liebhaber gleichfalls nicht verzichten. Hanne reist an und sucht die Auseinandersetzung mit der skrupellosen Rivalin, die sie letztlich gewinnt. Hanne kann Hans’ düsterste Gedanken vertreiben und hält ihn wie ein treuer Schutzengel von einer Verzweiflungstat ab. Erst jetzt erkennt Hans Steinherr, wie wenig Bedeutung der Standesdünkel besitzt und dass wahrer Edelmut nicht in Titeln zu finden ist, sondern vielmehr in der Reinheit eines einfachen aber anständigen Mädels vom Niederrhein…

## Produktionsnotizen
Die vom Niederrhein wurde vor Ort im Frühling 1925 (u. a. am Schloss Benrath und in Heidelberg) abgedreht. Beide Teile passierten die Filmzensur am 8. August 1925. Der erste Teil maß eine Länge von 1601 Metern, verteilt auf vier Akte, der zweite, ebenfalls vieraktige Teil besaß eine Länge von 1491 Metern. Der Film erlebte seine Premiere am 10. September 1925 in Berlins Primus-Palast.
Rudolf Dworsky übernahm die künstlerische Oberleitung. Jacques Rotmil schuf die Filmbauten, Walter Tost war Aufnahmeleiter.

## Kritik
Das Kino-Journal entdeckte in diesem Film eine „ausgeprägte, sentimentale Note.“

## Einzelnachweis
1. ↑  „Die vom Niederrhein“. In: Das Kino-Journal. Offizielles Organ des Bundes österreichischer(/der österreichischen) Lichtspiel-Theater, der Landes-Fachverbände und der Sektion Niederösterreich-Land / Das Kino-Journal. Offizielles Organ des Zentralverbandes der österreichischen Lichtspiel-Theater und sämtlicher Landes-Fachverbände / Das Kino-Journal. Offizielles Organ des Bundes der Wiener Lichtspieltheater und sämtlicher Landes-Fachverbände / Das Kino-Journal. (Vorläufiges) Mitteilungsblatt der Außenstelle Wien der Reichsfilmkammer, 20. Februar 1926, S. 8 (online bei ANNO).